# Domenico de Marchetti

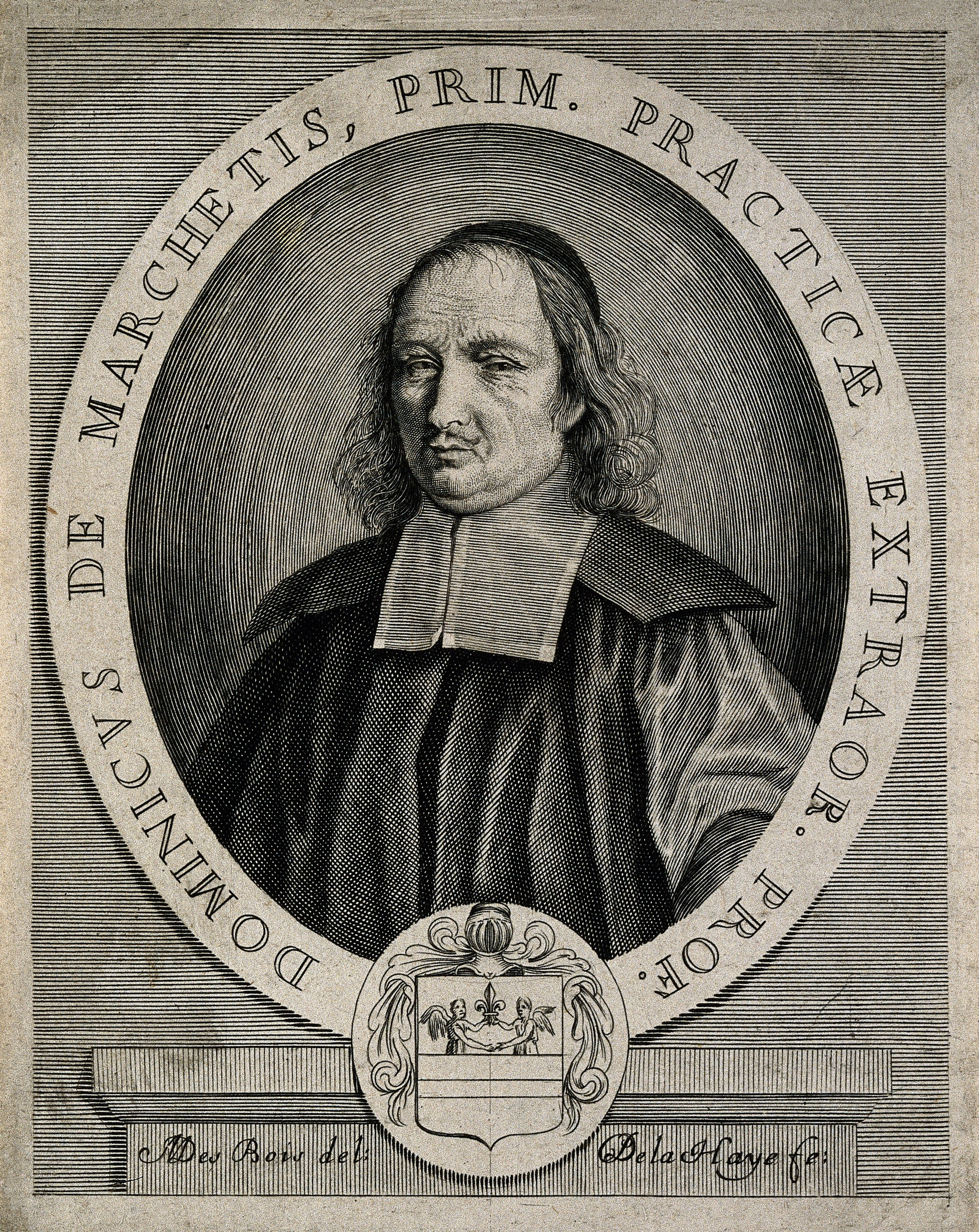
Dominicus de Marchettis. Gravur von C. de La Haye

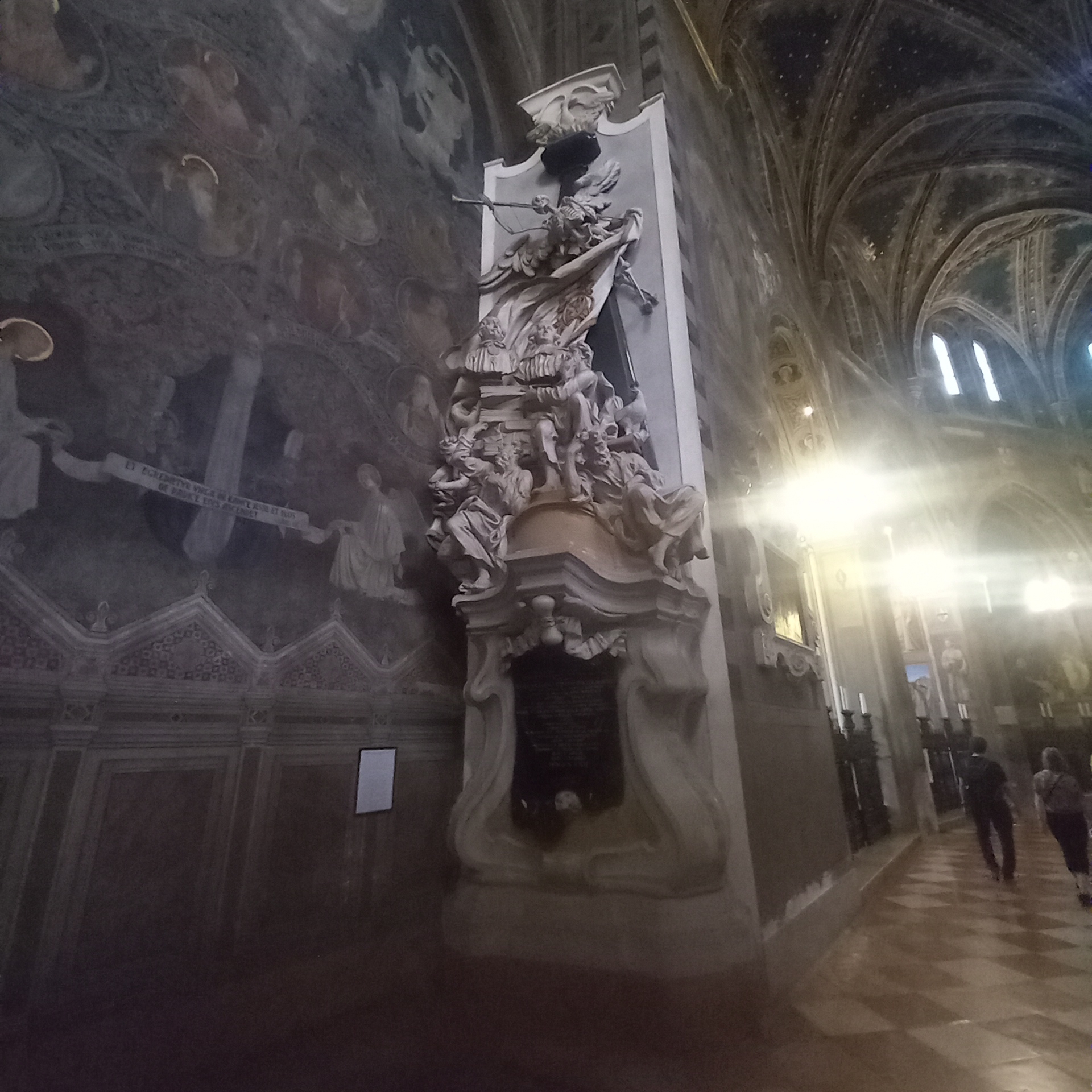
Das Grab von Domenico de Marchetti und seinem Vater Pietro in der Basilika des Heiligen Antonius (Padua)

Domenico de Marchetti, auch  Domenico Marchetti oder Dominicus de Marchetis, (* 1626 in Padua; † 13. Juli 1688 ebenda) war ein italienischer Anatom, Physiologe, Chirurg und Professor für Medizin in Padua.

## Leben
Er war der Sohn von Pietro de Marchetti (1589–1673), der ebenfalls Professor (für Anatomie und Chirurgie) in Padua war.
An der Universität Padua arbeitete er mit seinem Kollegen, dem Professor für Anatomie und Chirurgie Johannes Wesling (1598–1649) zusammen und verteidigte ihn in seinem Anatomie-Buch gegen den Pariser Professor Jean Riolan (1580–1657).
Marchetti verwendete schon von anderen Anatomen verwendete intravaskuläre Injektionen um den Zusammenhang des arteriellen und venösen Systems der Blutgefäße zu zeigen. Als Chirurg führte er 1652 als Erster eine Nephrotomie durch zur Entfernung von Nierensteinen und 1665 veröffentlichte er als Erster eine Beschreibung einer posttraumatischen Perikarditis.
Sein vom Bildhauer Giovanni Comin gestaltetes monumentale Grabmal, in dem er mit seinem Vater seine letzte Ruhestätte fand, befindet sich in der Basilika des Heiligen Antonius in Padua.

## Werke (Auswahl)
- Anatomia, cui responsiones ad Riolanum ... in ipsius animadversionibus contra Veslingium additae sunt. Lugduni Batavorum, Apud Cornelium Boutestyn, 1688, OCLC 14318942 (Latein).
- Anatomia. Petavii, 1654, OCLC 634136453 (Latein).